# Zasadnicze twierdzenie arytmetyki
Zasadnicze twierdzenie arytmetyki, podstawowe twierdzenie arytmetyki, fundamentalne twierdzenie arytmetyki – twierdzenie teorii liczb o rozkładzie liczb naturalnych na czynniki pierwsze. Mówi ono, że każda liczba złożona to iloczyn liczb pierwszych i rozkład ten jest jednoznaczny – zapisy mogą się różnić jedynie kolejnością czynników. Krótkie sformułowanie w języku algebry abstrakcyjnej mówi, że pierścień liczb całkowitych ma jednoznaczność rozkładu – jest pierścieniem Gaussa.
Na przykład:
{\displaystyle 180=2\cdot 2\cdot 3\cdot 3\cdot 5=2^{2}\cdot 3^{2}\cdot 5;}
czynniki pierwsze pogrupowano tu rosnąco – od najmniejszych do największych.
Pełne sformułowanie i ścisły dowód tego twierdzenia podał najpóźniej Carl Friedrich Gauss, choć fakty wykorzystywane w dowodzie znał wcześniej Euklides. Nazwa pojawiła się najpóźniej w 1915 roku, kiedy użył jej Eric Temple Bell.

## Dowód[6]

### Lemat I
Każda liczba naturalna większa od 1 posiada przynajmniej jeden dzielnik będący liczbą pierwszą.
Niech {\displaystyle n>1.} Ponieważ {\displaystyle n|n,} więc zbiór dzielników liczby {\displaystyle n} większych od 1 jest niepusty. Niech {\displaystyle d} będzie najmniejszym z nich. Gdyby {\displaystyle d} nie było pierwsze, to istniałby jego dzielnik {\displaystyle k<d} i byłby to zarazem dzielnik {\displaystyle n.} Przeczy to jednak określeniu {\displaystyle d} jako najmniejszego dzielnika {\displaystyle n.} Ostatecznie {\displaystyle d} jest pierwszym dzielnikiem {\displaystyle n.}

### Lemat II
Każda liczba naturalna większa od 1 daje się przedstawić jako skończony iloczyn samych liczb pierwszych.
Indukcyjnie. Twierdzenie jest prawdziwe dla {\displaystyle n=2.}
Niech {\displaystyle m} będzie dowolną liczbą naturalną >2 i niech twierdzenie będzie prawdziwe dla wszystkich {\displaystyle 1<n<m.}
Jeśli {\displaystyle m} jest pierwsze, to twierdzenie zachodzi.
Jeśli {\displaystyle m} jest złożone, to {\displaystyle m=m_{1}m_{2}.} Wówczas jednak {\displaystyle 1<m_{1}<m} oraz {\displaystyle 1<m_{2}<m}. Na mocy założenia indukcyjnego każde z {\displaystyle m_{1}} i {\displaystyle m_{2}} jest skończonym iloczynem liczb pierwszych, stąd także {\displaystyle m} jest takim iloczynem.

### Lemat III
Jeżeli {\displaystyle a} jest liczbą całkowitą, a {\displaystyle p} liczbą pierwszą, to albo {\displaystyle a} jest podzielne przez {\displaystyle p,} albo {\displaystyle a} i {\displaystyle p} są względnie pierwsze
{\displaystyle p,} jako liczba pierwsza, posiada tylko dwa dzielniki naturalne: {\displaystyle 1} i {\displaystyle p.} Zatem albo {\displaystyle \operatorname {NWD} (a,p)=1,} albo {\displaystyle \operatorname {NWD} (a,p)=p.} W pierwszym wypadku {\displaystyle a} i {\displaystyle p} są względnie pierwsze, w drugim {\displaystyle p} dzieli {\displaystyle a.}
Z tego lematu bezpośrednio wynika inne twierdzenie:
Jeżeli {\displaystyle p} i {\displaystyle q} są liczbami pierwszymi, to albo {\displaystyle \operatorname {NWD} (p,q)=1,} albo {\displaystyle p=q.}

### Dowód twierdzenia
Niech {\displaystyle n} będzie liczbą naturalną większą od jednego. Na mocy lematu II da się rozłożyć na czynniki pierwsze. Niech
{\displaystyle n=p_{1}^{\alpha _{1}}p_{2}^{\alpha _{2}}p_{3}^{\alpha _{3}}\ldots p_{k}^{\alpha _{k}},\quad n=q_{1}^{\beta _{1}}q_{2}^{\beta _{2}}q_{3}^{\beta _{3}}\ldots q_{l}^{\beta _{l}}.}
Gdyby żadna z liczb {\displaystyle q_{1},q_{2},\dots ,q_{l}} nie była równa {\displaystyle p_{1},} to, ze względu na lemat III wszystkie byłyby pierwsze względem {\displaystyle p_{1}.} Liczba {\displaystyle n} byłaby zatem iloczynem samych liczb pierwszych względem {\displaystyle p_{1},} więc sama byłaby pierwsza względem {\displaystyle p_{1},} co jest niemożliwe, gdyż {\displaystyle p_{1}} dzieli {\displaystyle n} w związku z pierwszym z wypisanych rozwinięć. Wynika z tego fakt, iż wśród liczb {\displaystyle q} znajduje się liczba {\displaystyle p_{1}.} Analogicznie można udowodnić, że wśród liczb {\displaystyle q} znajduje się każda liczba ze zbioru {\displaystyle p} i na odwrót.
Zbiory liczb {\displaystyle p} i {\displaystyle q} są zatem identyczne i jeżeli uporządkujemy je na przykład rosnąco, to będziemy mieli
{\displaystyle p_{1}=q_{1},p_{2}=q_{2},\dots ,p_{k}=q_{l},}
przy czym {\displaystyle k=l.} Na koniec wystarczy udowodnić, że dla każdego {\displaystyle n\leqslant k,} {\displaystyle \alpha _{n}=\beta _{n}.} Otóż niech na przykład {\displaystyle \alpha _{1}<\beta _{1}.} Wtedy {\displaystyle \beta _{1}=\alpha _{1}+\delta _{1}.} Zatem:
{\displaystyle p_{1}^{\alpha _{1}}p_{2}^{\alpha _{2}}p_{3}^{\alpha _{3}}\ldots p_{k}^{\alpha _{k}}=p_{1}^{\beta _{1}}p_{2}^{\beta _{2}}p_{3}^{\beta _{3}}\ldots p_{l}^{\beta _{l}},}
{\displaystyle p_{1}^{\beta _{1}}=p_{1}^{\alpha _{1}+\delta _{1}}=p_{1}^{\alpha _{1}}p_{1}^{\delta _{1}},}
{\displaystyle p_{1}^{\alpha _{1}}p_{2}^{\alpha _{2}}p_{3}^{\alpha _{3}}\ldots p_{k}^{\alpha _{k}}=p_{1}^{\alpha _{1}}p_{1}^{\delta _{1}}p_{2}^{\beta _{2}}p_{3}^{\beta _{3}}\ldots p_{l}^{\beta _{l}}.}
Dzieląc obydwie strony równości przez {\displaystyle p_{1}^{\alpha _{1}},} otrzymujemy:
{\displaystyle p_{2}^{\alpha _{2}}p_{3}^{\alpha _{3}}\ldots p_{k}^{\alpha _{k}}=p_{1}^{\delta _{1}}p_{2}^{\beta _{2}}p_{3}^{\beta _{3}}\ldots p_{l}^{\beta _{l}}.}
Prawa strona zawiera czynnik {\displaystyle p_{1},} więc jest przez niego podzielna, lewa strona z kolei, jako iloczyn liczb pierwszych różnych od {\displaystyle p_{1},} jest względnie pierwsza z {\displaystyle p_{1},} co jest sprzecznością. Niemożliwe jest zatem, by {\displaystyle \alpha _{1}<\beta _{1}.} W ten sam sposób można udowodnić, że niemożliwe jest również {\displaystyle \beta _{1}<\alpha _{1},} jak również {\displaystyle \alpha _{n}<\beta _{n}} dla każdego {\displaystyle n\leqslant k.}
Ciągi {\displaystyle p} i {\displaystyle q} są równe, jak również ciągi {\displaystyle \alpha } i {\displaystyle \beta ,} co znaczy, że obydwa rozkłady są identyczne, co było do pokazania.

## Uogólnienia
Własność tę posiadają także pierścienie wielomianów – tam rolę elementów pierwszych odgrywają wielomiany nierozkładalne. Dla pierścienia {\displaystyle \mathbb {C} [x]} jedynymi takimi wielomianami są wielomiany stopnia pierwszego – jest to treść zasadniczego twierdzenia algebry.
Twierdzenie o jednoznaczności rozkładu jest podstawą wielu metod matematyki i kryptografii.